# Dith Pran
Dith Pran (* 27. září 1942 – 30. března 2008) byl kambodžský novinář a reportážní fotograf.

## Život a dílo
Pran se proslavil spoluprací na reportážích z kambodžského hlavního města Phnom Penhu z roku 1975, kdy se vlády ujali Rudí Khmerové. Jeho nejbližším spolupracovníkem byl americký novinář Sydney Schanberg, který za reportáže z Kambodži získal Pulitzerovu cenu. Dith Pran byl po převratu zajat Rudými Khméry a umístěn do pracovního tábora, odkud uprchl v roce 1979 do Thajska. Od roku 1980 pracoval jako fotoreportér pro The New York Times.
Jeho příběh popsal Schanberg v knize Smrt a život Ditha Prana. V roce 1984 vznikl na základě Schanbergova a Pranova líčení film Rolanda Joffého Vražedná pole. Ve filmu Ditha Prana ztvárnil Haing S. Ngor, který za roli získal jednoho ze tří Oscarů, kterými byl film oceněn.
| „           | Nedělej nic, pokud nemáš aspoň poloviční šanci, že tě nezabijí. | “ |
| — Dith Pran |                                                                 |   |